# Hirzel
För andra betydelser, se Hirzel (olika betydelser).
Hirzel är en ort i kommunen Horgen i kantonen Zürich i Schweiz. Den ligger cirka 18,5 kilometer söder om Zürich, vid floden Sihl. Orten har 1 598 invånare (2022).
Orten var före den 1 januari 2018 en egen kommun, men inkorporerades då i kommunen Horgen. Kommunen omfattade även orten Spitzen.